# Abatskoje
Abatskoje (ros. Абатское) – osiedle w Rosji, w obwodzie tiumeńskim.
Leży nad rzeką Iszym; 9.5 tys. mieszkańców 1989; przemysł spożywczy i materiałów budowlanych.
Założone w 1695 r.; na przełomie XIX i XX w. słoboda w guberni tobolskiej, powiecie iszymskim, licząca 3 tys. mieszkańców. W porze letniej odbywał się tu jarmark na płody miejscowe, odwiedzany licznie przez Kirgizów.